# Hosur
Hosur är en stad i den indiska delstaten Tamil Nadu, och tillhör distriktet Krishnagiri. Folkmängden uppgick till 116 821 invånare vid folkräkningen 2011, med förorter 229 528 invånare.